# Грокталица
Грокталица, односно розгалица или потресалица, је специфичан начин певања уз потресања гласа који се звучно запажа као изразитији вибрато. Грокталице су епско-лирске песме које се певају једногласно – солистички или у групи од неколико извођача истог пола. Групно извиђење грокталица подразумева двоје солиста од којих један започиње песму, позива, речитативним излагањем, а други наставља и грокти уз пратњу групе која обично пева континуирану бордунску пратњу.
Грокталица се налази на листи нематеријалног културног наслеђа Србије.

## Техника извођења грокталице
"Гроктање" се интерпретира на дугом и отегнутом слогу "Ој". Вештином гроктања се изводе најчешће славске, сватовске, вучарске, љубавне и друге песме чији стихови формирају римоване десетерачке дистихе. Посебну форму грокталица представља јањско певање које изводе искључиво три певачице и његова специфичност се огледа у томе да се гроктање јавља у вокланим деоницама солисткиње.
Према документарним записима о грокталицама и њиховим извођачима може се закључити да се ове песме нису изводиле за било какву надокнаду, било у новцу било у неким прехрамбеним артиклима, што је била пракса за извођење краљица или коледара. Извођење грокталица значило је част и углед у друштву за извођача.

## Традиција извођења грокталице у српском народу
Извођења грокталица и розгалица, као део извођачких уметности и усмених традиција, чувају локалне заједнице српског становништва које су у прошлом веку (након Првог и Другог светског рата) населиле Војводину из динарских области Далмације, Лике, Кордуна и Босанске Крајине, као и значајан број досељеника са динарских простора који се населио у Војводину и Београд 90-их година 20. века.

## Грокталице код Буњеваца
Верује се да су грокталице у Бачку донели Буњевци, када су се доселили из Лике, Далматинске Загоре и Херцеговине током 17. века. Грокаталице су изводиле старије жене, на прелима, диванима, бабинама и у сватовима, без инструменталне пратње, узимањем дубоког гласа из грла. Песме су извођене испред бројније публике, како би се на шири народни слој пренео културно историјски вид усмене традиције. Извођење овог вида народне усмене књижевности био је саставни део живота Буњеваца.

## Теме песама
Постојање великог броја варијанти међу грокталицама, као и бројни заједнички мотиви у песмама са ових простора, говоре о заједничком пореклу места најстајања и извођења грокталица. Личности – јунаци песама, топоними, мотиви, који се у грокталицама спомињу, у највећем делу су Буњевцима непознати, што доказује да ове песме нису настале на простору на коме они сада живе. Певало се о јунацима и њиховим бојевима у којима се Буњевци самоидентификују, у односу на друге народе који их окружују а који су од њих другачији, из времена првих оријентација ка будућим нацијама Српској и Хрватској.

## Очување традиције
Народно песништво код Буњеваца у Бачкој почиње да се бележи током 19. века, а прва збирка грокталица објављена је почетком 20. века, чиме је усмена грађа преточена у писану. Због малобројних података, није могуће сазнати да ли су током записивања песме казиване или испеване. У садржају записаних песама налазе се бројни јунаци и топоними који упућују на места из којих су се Буњевци досељавали у Бачку. Анализом песама, те упоређивањем истих са простора некадашње Војне крајине налазимо да су горкталице биле саставни део овог културног и историјског простора. Грокталице су се почеле губити из буњевачке народне традиције већ с почетка 20. века, а после Другог светског рата оне су потпуно потиснуте. Њихова обнова почела је почетком 21. века, уз помоћ сачуваног звучног снимка грокталице из 1951. године.
Због своје јединствености у традицији једног дела српског народа грокталица је уврштена у Национални регистар Нематеријалног културног наслеђа Србије.